# Derambila marginepunctata
Derambila marginepunctata là một loài bướm đêm trong họ Geometridae.